# Ramusella strinatii
Ramusella strinatii är en kvalsterart som först beskrevs av Sandór Mahunka 1980.  Ramusella strinatii ingår i släktet Ramusella och familjen Oppiidae.

## Underarter
Arten delas in i följande underarter:
- R. s. strinatii
- R. s. curtiramosa